# 승객 (영화)
《승객》(Passenger) 또는 《파사제르카》(PASAZERKA)는 폴란드에서 제작된 위톨드 레지위츠 감독의 1963년 드라마, 전쟁 영화이다. 알렉산드라 슬라스카 등이 주연으로 출연하였다. 흑백·시네마스코프로 제작되었다.
자동차 사고로 급사한 안제이 뭉크 감독이 미완성으로 남겨 놓은 영화를 그의 친구들이 뭉크의 플랜에 의해서 편집한 영화인데, 작품으로서는 오히려 거칠고 박력있는 것으로 되어 있다. 전쟁 중의 수용소를 그린 영화는 많으나, 이 작품은 그 직접적인 피해자인 폴란드 사람이 그야말로 기록적인 수법으로 묘사했다는 점과, 또한 이러한 잔학을 나치스의 범죄라기보다는 인간성의 보다 깊은 곳에서 살피려 했다는 점 등에서 뭉크의 특색이 나타나고 있다.

## 줄거리
영국의 어느 항구를 떠나려고 하는 호화스러운 여객선 위에서 리자(슈론스카)는 자기와 비슷한 연령의 한 여자선객을 보고 충격을 받는다. 그것은 독일여자인 리자가 지난날 아우슈비츠의 수용소에서 여자 간수를 지내던 어두운 과거와 연결된다. 몇 십만명의 유태인과 폴란드 사람을 죽인 나치스의 잔학행위 속에서 작은 공범자였던 리자는 이 여자선객을 보고 수용소에서 알게 된 유태인 여자 마르다(체피엘레프스카)의 모습을 보았다고 느낀 것이다. 철조망으로 둘러싸인 지옥과 같은 수용소의 악몽같은 나날이 리자의 추상과 고백의 형식으로 스크린에 나타난다. 그러나 이러한 고백 속에서도 리자는 자기를 분식하고 자기를 변명하고 있어 마침내 진실을 말할 수 없게 된다. 리자가 영구히 자기의 죄로부터 자유가 된다는 것은 있을 수가 없는 것이다.

## 출연

### 주연
- 알렉산드라 슬라스카
- 애너 시에피엘류스카
- 자누츠 빌친스키

## 같이 보기
- 제37회 아카데미상 외국어영화상 출품작 목록